# Japanischer Fußball-Supercup 1995
Der japanische Fußball-Supercup 1995 wurde am 11. März 1995 zwischen dem japanischen Meister 1994 Verdy Kawasaki und dem Kaiserpokal-Sieger 1994 Bellmare Hiratsuka ausgetragen. Das Spiel fand im Nationalstadion in Tokio statt.
| Paarung            | Bellmare Hiratsuka – Verdy Kawasaki |
| Ergebnis           | 2:2 (0:0), 2:4 i. E. |
| Datum              | 11. März 1995 um 14:03 Uhr |
| Stadion            | Nationalstadion, Tokio |
| Zuschauer          | 53.167 |
| Schiedsrichter     | Kiyoshi Ota |
| Tore               | 1:0 Kōji Noguchi (45.) 2:0 Betinho (49.) 2:1 Takanori Nunobe (82.) 2:2 Alcindo (85.) Elfmeterschießen: 0:0 Tsuyoshi Kitazawa 0:0 Tetsuya Takada 0:1 Pereira 1:1 Kazuaki Tasaka 1:2 Bismarck 2:2 Almir 2:3 Alcindo 2:3 Hidetoshi Nakata 2:4 Tetsuji Hashiratani        |
| Bellmare Hiratsuka | Nobuyuki Kojima – Hironari Iwamoto, Fujio Yamamoto, Taku Watanabe, Kazuaki Tasaka – Tetsuya Takada, Betinho, Teruo Iwamoto (73. Teppei Nishiyama), Edson – Kōji Noguchi (82. Hidetoshi Nakata), Almir Cheftrainer: Mitsuru Komaeda                                    |
| Verdy Kawasaki     | Takayuki Fujikawa – Satoshi Tsunami (58. Takanori Nunobe), Kō Ishikawa, Pereira, Tadashi Nakamura – Tetsuji Hashiratani, Shigetoshi Hasebe, Tsuyoshi Kitazawa, Bismarck – Alcindo, Shinji Fujiyoshi (45. Nobuhiro Takeda) Cheftrainer: Nelsinho Baptista ( Brasilien) |
| Gelbe Karten       | Betinho (87.) – Ko Ishikawa (43.), Tsuyoshi Kitazawa (45.) |

## Supercup-Sieger Verdy Kawasaki
|  | Verdy Kawasaki |
|  | - Tor: Takayuki Fujikawa - Abwehr: Satoshi Tsunami; Kō Ishikawa; Pereira; Tadashi Nakamura - Mittelfeld: Tetsuji Hashiratani; Shigetoshi Hasebe; Tsuyoshi Kitazawa; Bismarck - Angriff: Alcindo; Shinji Fujiyoshi; Nobuhiro Takeda; Takanori Nunobe |
|  | Trainer: Nelsinho Baptista |